# Fereydoon Zandi
Fereydoon Zandi (en persan : فريدون زندى), né le 26 avril 1979 à Emden (Allemagne), est un footballeur qui a la double nationalité iranienne et allemande. Il jouait au poste de milieu de terrain avec l'équipe d'Iran.

## Carrière

### En club
- 1998-2000 : Meppen -  Allemagne
- 2000-2002 : SC Fribourg -  Allemagne
- 2002-2004 : VfB Lübeck -  Allemagne
- 2004-2006 : FC Kaiserslautern -  Allemagne
- 2006-2007 : TuS Koblenz -  Allemagne
- 2007 : Apollon Limassol -  Chypre
- 2008 : Olympiakos Nicosie -  Chypre
- 2008-2009 : Alki Larnaca -  Chypre
- 2009- : Steel Azin -  Iran

### En équipe nationale
Zandi participe à la coupe du monde 2006 avec l'équipe d'Iran. C'est sa première grande compétition avec l'équipe d'Iran mais il avait déjà effectué plusieurs matchs avec l'équipe nationale.